# Kościół Narodzenia Najświętszej Maryi Panny w Będkowie
Kościół Narodzenia Najświętszej Maryi Panny – rzymskokatolicki kościół parafialny należący do dekanatu wolborskiego archidiecezji łódzkiej.

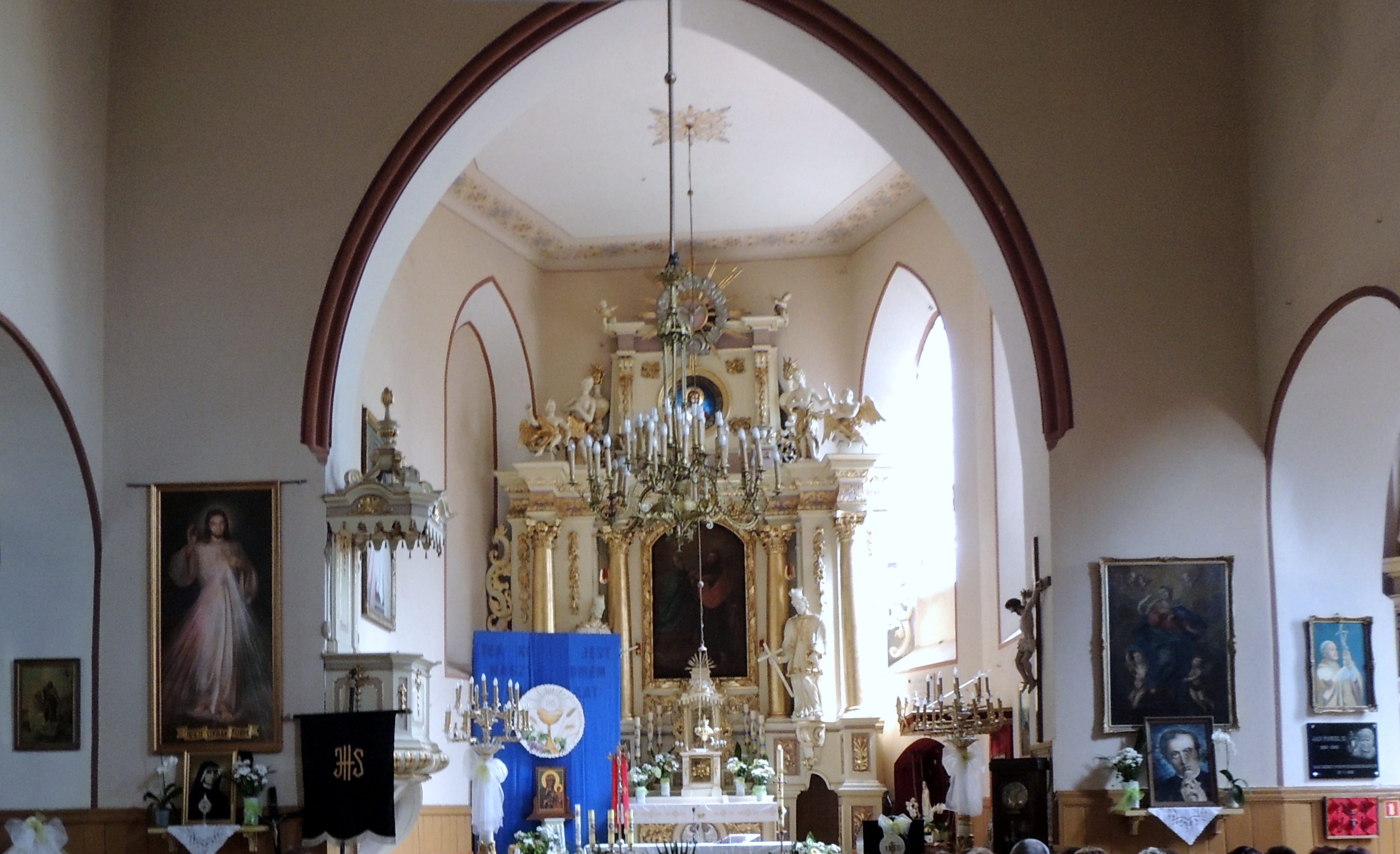
Wnętrze świątyni

Jest to murowana świątynia wybudowana w 1462 roku, w stylu gotyckim. Składa się z jednej nawy, posiada krótkie, wielobocznie zamknięte prezbiterium. Od strony zachodniej znajduje się wysoka, smukła wieża na planie kwadratu.
W kościele znajdują się 3 ołtarze w stylu późnobarokowym, stacje Drogi Krzyżowej namalowane na płótnie, 2 świeczniki, organy o 8 głosach, 2 dzwony. Świątynia posiada także słynący łaskami obraz Matki Bożej z Dzieciątkiem, zwanej Matką Bożą Będkowską. Obraz reprezentuje styl gotycki i powstał w XV wieku, zapewne ofiarowała go rodzina Spinków. W 1986 roku obraz przeszedł konserwację i renowację.